# Estación de Le Péage-de-Roussillon
La estación de Le Péage-de-Roussillon es una estación ferroviaria francesa de la línea París - Marsella, situada en la comuna de Le Péage-de-Roussillon, en el departamento de Isère, en la región de Ródano-Alpes. Por ella transitan únicamente trenes regionales. 

## Situación ferroviaria
La estación se encuentra en la línea férrea París-Marsella (PK 563,423). 

## Descripción
Se compone de dos andenes laterales y de dos vías. Dispone de atención comercial todos los días y de máquinas expendedoras de billetes.

## Servicios ferroviarios

### Regionales
Los TER Ródano Alpes recorren el siguiente trazado:
- Línea Lyon - Valence.
- Línea Lyon - Aviñón / Marsella.